# Plavški Rovt
Plavški Rovt je naselje v Občini Jesenice.